# Тенк
Тенк је тешко оклопљено и добро наоружано гусенично борбено возило намењено за уништавање непријатељске пешадије, оклопних возила и утврђених положаја. Тенк служи као подршка пешадији или дјелује самостално. Има главни топ великог калибра који се најчешће налази у покретној куполи и додатне митраљезе. Својим оклопом штити посаду, а има могућност кретања по тешким теренима. Главно је стратешко и тактичко оружје у копненој војсци.
Као војно средство, тенк се прво појавио у Првом светском рату као иновација британске војске и послужио је у пробијању добро утврђених рововских положаја. У Другом светском рату, тенк је направио револуцију у ратовању, и скупа са ваздухопловством створили су окосницу војног деловања у војној доктрини муњевитог ратовања коју су усавршили и примењивали Немци, иако су теоретске основе поставили Енглези по завршетку Првог светског рата.
Данас тенкови ретко делују самостално, пошто су организовани у оклопно-механизоване јединице, које укључују подршку пешадије, која прати тенкове у оклопним транспортерима или борбеним возилима пешадије. Такође их обично прате авиони за извиђање и подршку.

## Историја развоја и употребе

### Идеје о тенку
Проблем напредовања у нападу је стар колико и сам рат. Идеја о коришћењу некакве покретне грађевине која би заштитила војску сеже у давну праисторију. Грци су имали големе опсадне куле, Асирци су изумјели покретну запреку за стрелце и стари Кинези су имали направу за заштиту војника на бојишту. Римско царство је имало покретну конструкцију на точковима која је на врху имала катапулт. Желела се направити грађевина која би заштитила војску од непријатељских стрела и топова и разбила камене бедеме утврђења. Леонардо да Винчи је још у 15. веку конструисао борбено возило на точковима покретано уз помоћ људске снаге.

### Први светски рат
Тенк је први пут детаљно описао Херберт Џорџ Велс који у својој причи „Копнене оклопњаче“ (енгл. The Land Ironclads) спомиње оклопљено возило које би се користило у будућим ратовима како би пробило непријатељску линију. У причи, возило се могло кретати преко свих терена, а било је наоружано топом и митраљезима. Уз причу, направљена је и скица тог возила. Прича је објављена у Странд магазину у децембру 1903. године. Исте године пројекат Левавасер представља скицу оклопног возила на гусеницама, док се осам година касније, 1911. појављују два предлога, аустроугарског инжењера Гинтера Бурштина и аустралијског грађевинског инжењера Ланселота де Мола, али оба предлога су одбачена.
Дизајн Гинтера Бурштуна био је веома сличан данашњем изгледу тенкова. Возило је имало само један топ, који је био уграђен у ротирајућу куполу, али није могао дизајнирати гусенице које би носиле тако тешко возило и постизало прихватљиве брзине. Своју идеју „копненог брода“ је представио Војном техничком заводу у Бечу, где су предлог одбили. Отприлике у исто време, Ланселот де Моле је дизајнирао своје „оклопно гусенично возило“ и послао своје скице британском војном кабинету. Његова идеја је одбачена, али након Првог светског рата је награђен са 965 фунти и 1920. одликован Одликовањем британског царства.
Тенк се први пут појавио у Уједињеном Краљевству, а касније и у Француској и Немачкој. Пуковник Ернест Данлоп Свитон је 1914. године дао идеју о изградњи машине на гусеницама која ће се кретати преко ровова и пробијати непријатељску линију, а својим оклопом би штитио посаду и топом уништавао непријатеља. Производио се у фабрици трактора Фостерс оф Линкон. Прво је 1915. направљен прототип који је основан на шасију америчког трактора Холт који је назван Мали Вили (енгл. Little Willie). Већ следеће године направљен је 28 тона тешки прототип тенка назван Мајка (енгл. Mother), а да би се сачувала тајност пројекта, возило је названо тенк (цистерна). Прототип је добио ознаку Марк I и ушао је у серијску производњу. Имао је облик ромбоида и био је наоружан с два топа 57 mm на боковима и с четири митраљеза. Био је дугачак 8 метара, широк 4,2, а висок 2,2 метра. Покретао га је бензински мотор од 105 КС. Прва употреба била је против Немаца на реци Соми 15. новембра 1916. године. Направљене су побољшане верзије Марк II (1917) и Марк III и Марк IV (1918).
Немци су врло брзо развили свој тенк А7В, који је направљен на шасију трактора Холт и произведен је у само 15 примерака. На бојишту су се појавили 1918. Истовремено с Немцима и Француска је развила своје тенкове Шнајдер CA1, Сен Шамон и Рено FT-17 који су такође направљени на шасији трактора Холт. Французи су први увели тенк са ротирајућом (360°) куполом 1917. године, названог Рено FT-17 лаки тенк, у чију је куполу уграђен топ.
Прва тенковска битка догодила се 24. априла 1918. у Вилерс Бретону у Француској, где су се три Марк IV тенка борили против три немачка А7В тенка.
Иако су британски Марк тенкови можда преокренули ток рата, прве тенкове обележили су механички проблеми, лоша покретљивост и нестабилност. Но, свима је било јасно да ће тенк играти важну улогу у будућим сукобима. Немачка страна је научила лекцију и у Други светски рат ће ући са најјачим оклопним снагама.

### Раздобље између два светска рата
У раздобљу између Првог светског и Другог светског рата настављен је даљи развој тенкова. Јављају се прве војне-теоријске претпоставке о самосталној употреби тенкова, без садејства са пешадијом. Ту теорију су подржавали војни официри као што су Хајнц Гудеријан у Немачкој, Перси Хобарт у Великој Британији, Една Р. Чејфи у САД, Шарл де Гол у Француској и Михаил Тухачевски у Совјетском Савезу. Сви су дошли до сличног закључка, али у Другом светском рату Немачка је прва успела ту теорију извести и у пракси. Први пута је деловање тенковских јединица, тешке артиљерије и јаке ваздушне подршке спојено у једну тактику - блицкриг. Током овог раздобља развијају се квалитетнији и јачи тенкови који су имали већу поузданост од својих претходника у Првом светском рату. Почиње производња тенкови као што су совјетски Т-26, њемачки Панцер I и Панзер II, француски Рено R 35, а у производњу и развој тенкова су се укључиле САД, Јапан и Италија. Тенкови су добили коначну концепцију, која се до данас није променила. Ходни део су чиниле гусенице, састојали су се од оклопног тела, покретне куполе и топа које је монтиран у куполу, а додат је и спрегнути митраљез (митраљез који је по хоризонталној и вертикалној елевацији везан-спрегнут са главним наоружањем и налази се у његовој непосредној близини, најчешће у самој главчини топа). Оклоп предњег дела је био дебљи од стражњег. Немачка је своје тенкове регистровала као тракторе, јер по одредбама Версајског уговора након капитулације у Првом светском рату наметнутих од стране победника Антанте није смела имати оклопне снаге, а број војника је био ограничен.
Немачка, Италија и Совјетски Савез су експериментисали са тешким тенковима и тактикама током Шпанског грађанског рата. Немачка и Италија су снабдевали шпанске националисте са војном опремом, док је Совјетски Савез био на страни републиканаца. Шпански грађански рат био је као војни полигон за испробавање и усавршавање војне технологије која ће се касније употребљавати у Другом светском рату.

### Други светски рат
Током овог рата све важније зараћене стране су производиле своје тенкове. Квалитет тих производа је веома варирао што се најбоље уочавало при њиховим сусретима на бојном пољу. Непобитно најбоље тенкове је производила Немачка, док се на супротној страни квалитета налазио Јапан. Тенк је масовно употребљаван и постао је главно оружје у копненој војсци.
Током Другог светског рата тенкови су знатно побољшани. Повећана је оклопна заштита, ватрена моћ и покретљивост. Са повећањем оклопне заштите повећавала се и маса тенка па је тако најтежи тенк имао око 20 тона. Даљим убрзаним развојем маса тенка се стално повећавала тако да је до краја рата досегла масу од преко 60 тона у серијској производњи. Немачка је по Хитлеровој наредби развила супер тешки тенк Панцер VIII Миш који је имао масу од 188 тона (направљена су само два прототипа због великих трошкова). Крајем рата у тенкове се почео уграђивати дизел-мотор који је због мање потрошње знатно повећао домет тенка. Повећан је калибар главног топа па је знатно побољшана ватрена моћ. 
У Другом светском рату оклопна возила су постала кључна за превласт на бојишту. Тенкови су се развијало невероватном брзином. Заједно са њима, развила су се и противтенковска оружја, која су показала како тенк није толико нерањив како се чинило. Тенк је постао важно тактичко и стратешко средство. Хајнц Гудеријан, тактички теоретичар који је учествовао у формирању првих самосталних немачких тенковских снага, је рекао "где је тенк, напред је", и овај концепт је постао стварност у Другом светском рату. Од тада тенк може деловати самостално. Након инвазије на Пољску где су тенкови играли улогу заједно са пешадијом, у бици за Француску немачки оклопни клинови су се забили у француску одбрану и једноставно ју уз ваздушну подршку, прегазили. Та тактика касније је названа блицкриг (муњевити рат). У блицкригу се користила мешовита војска, како би се осигурала тактичка флексибилност и снага за победу над савезничком војском. Француска војска, чији су тенкови били исти или чак супериорнији од немачких и у квалитету и квантитету, држала је линијску обрану у којој су оклопне снаге биле раштркане као подршка пешадији. Уз то незнање, недостајао им је и радио уређаја у тенковима и штабовима, што је значајно успорило ланац командовања и смањило брзину реакције на изненадне немачке продоре.
У складу са тактиком блицкрига, немачки тенкови могли су позвати блиску ваздушну подршку за уништавање непријатељских положаја који су спречавали дање напредовање док су мање важна упоришта заобилажена и препуштана пешадији која је наступала непосредно иза тенкова. Упоредо са развојем тенкова, развија се и моторизована пешадија која је, захваљујући моторизацији и повећаној мобилности сада могла деловати упоредо с тенковима чиме се осигурало стварање покретних комбинованих јединица. Пораз главнине француских снага у само пар недеља шокирао је остатак света. Резултат је био нагло развијање тенка и противтенковског оружја.
У северноафричкој кампањи истакнута је мобилност и корисност тенковских снага у већином ненасељеном подручју. Такође, ово бојиште је показало и веома важну улогу логистике, посебно оклопних снага, као упозорење јединицама, немачки Афрички корпус и британска војска, често су се нападали и заробљивали возове са опремом, што је довело до безизлазног положаја. Ова ситуација није била решена све до 1942, када се током друге битке код Ел Аламејна, Афрички корпус, ослабљен пометњом у својим линијама снабдевања, заустављен у даљњем напредовању према Египту од стране британске 8. армије. Немачке снаге су се све више повлачиле, а битка је завршена победом савезничких снага и предајом преосталих немачких и италијанских снага у Тунису.
Током инвазије на Совјетски Савез, Операција Барбароса, немачки тенкисти били су непријатно изненађени када су се у борби по први пут сусрели са најновијим руским тенком Т-34 који је био знатно супериорнији од немачких тенкова. Међутим, неприпремљеност совјетских снага на немачки изненадни напад, механички проблеми, лоше обучене тенковске посаде и неспособно вођство довело је до тога да совјетске оклопне снаге буду окружене и уништаване у великим размерама. Како било, мешање Адолфа Хитлера, карактеристика терена на којем се одвијао сукоб, јак отпор совјетских трупа, бројност у људству и ратној техници, онемогућило је понављање блицкриг тактике из 1940. Упркос великом почетном успеху немачких јединица против Совјета, Немци су били суочени са неефикасношћу њиховог Панцер IV тенка и њиховог топа у уништавању совјетских тенкова, па су били приморани дизајнирати и производити јаче и много скупље Пантер и Тигар тенкове. Упоредо с Немцима, Совјети су појачали своје Т-34 тенкове, почели су производњу самоходних противтенковских топова попут СУ-152 са топом калибра 152 mm који је био у стању да избаци из строја и најтеже и најбоље оклопљене немачке тенкове, а пред крај рата довели су на бојиште и ЈС-2 тенкове.
Када су САД ушле у Други светски рат, производни капацитети омогућили су јој брзу конструкцију хиљаде релативно јефтиних M4 Шерман тенкова. Шерман је био узданица и представљао је најбројнији тенк у наоружању англо-америчке копнене војске, али у борбама против других тенкова није могао конкурисати немачким тенковима Пантер или Тигар. Бројчана и логистичка надмоћ били су кључ успеха савезника у бици за Нормандију. Унапређена верзија M4 Шерман тенка са 75 mm М1 топом је уведена како би се повећала ватрена моћ Шермана, али све остало (оклоп и покретљивост) је остало исто. Шерман је имао више модификација од који су најзначајније тенк са бацачем пламена, самоходна ракетна артиљерија и оклопна возила за поправке, укључујући и чистаче мина и носаче покретних мостова. Дизајнирани су и посебни самоходни топови у варијанти ловца тенкова који су били јефтинији за производњу од тенкова. Често су били наоружани тешке топове који су били уграђени у тело тенка или у непокретну надградњу. Међутим постављање топа у покретну куполу код тенкова показало се као тактички боље решење, јер је омогућавало брже нишањење, док су ловци тенкова нишанили окретањем целог возила у правцу мете. У Другом светском рату одвила се битка код Курска највећа тенковска битка у повијести у којој је учествовало преко 5000 тенкова.

### Тенкови у сукобима после Другог светског рата
Хладни рат и трка у наоружању између држава чланица НАТО пакта и Варшавског пакта за последицу је имала брз развој тенкова на обе стране. Развој се наставио у смеру какав је био започет крајем Другог светског рата. Велике куполе, издржљиво и поуздано вешање, побољшани мотори, искошени оклоп и топови великог калибра (90 mm или већи) били су стандард за тадашње тенкове. Уз ова обележја, у тенкове су се уграђивали СУП-ови (систем управљања паљбом), жироскопска стабилизација топа, уређаји за комуникацију (примарно радио), ласерски даљиномери и инфрацрвени ноћни визири. Тиме се омогућило да тенк теоретски може деловати у свим временским условима. Са побољшањем оклопа, развила су се и ефикаснија противтенковска средства, поготово противтенковске навођене ракете као нпр. TOW.
Други светски рат је показао да брзина лаких тенкова не може заменити оклопну и ватрену моћ тешких тенкова, а исто тако је показао да су тешки тенкови рањиви исто толико колико и средње тешки тенкови. Средњи тешки тенкови су сада постали главни борбени тенкови, који су комбиновали све могућности и задатке модерних тенкова на бојишту.
Серијска производња тенкова је настављена јако агресивно, тако да су се поједини модели тенкова градили и у више од 50.000 комада. Из тог разлога, многи од тих тенкова су и након Хладног рата остали у активној служби у многим земљама света. Тенкови као британски Центурион и совјетски Т-54/55 који су у служби од 1946. године и амерички М48 Патон који је у служби од 1951. често се називају првом генерацијом тенкова. Т-55 је произведен у више од 50.000 примерака и сматра се најбољим тенком тога времена. У овој серији се појављују и Т-64, први серијски тенк са аутоматски пуњачем топа и посадом од 3 члана. Оклоп је постао искошен и вишеслојан, што је повећало заштиту. Западни тенкови имају топ калибра 105 mm који постаје стандард у НАТО-у, а источни топ 100 mm. У употребу је ушло HEAT муниција. Већина тенкова има четири члана посаде. Као погонска група постепено преовлађују дизел-мотори, који су у односу на бензински бољи зато што су штедљивији и знатно смањују опасност од запаљења приликом поготка. Сви тенкови (осим неким мањих изузетака) у Другом светском рату имали су бензинске моторе, што је због лаке запаљивости бензина при пробоју оклопа било јако опасно и смртоносно за посаду.
После Другог светског рата конструишу се савршенији тенкови (тенкови прве генерације):
- совјетски - Т-55; Т-62 и Т-64
- немачки - Леопард 1
- амерички - M48 Патон; M60 Патон
- британски - Чифтен
- француски - AMX-30
- јапански - Тип 74.

Совјетски стручњаци су велику пажњу придавали покретљивости, док су западни стручњаци сматрали да је тенк возило које има велику оклопну заштиту и ватрену моћ, а покретљивост му није толико важна. Тако су западни тенкови за отприлике 10 – 15 тона тежи од источних. Након тенкова прве генерације, развијају се још бољи, друге генерације. Пример тенкова друге генерације су совјетски Т-72, немачки Леопард 2, амерички М1 Абрамс и британски Чаленџер. Развијен је нови вишеслојни оклоп који се састоји од више слојева материјала различитих својства, као и нова врста оклопа, експлозивно-реактивни оклоп. Повећан је калибар цеви топа, па је стандард за НАТО тенкове постао 120 mm топ, док за совјетске 125 mm топ. Тенкови као Т-90 имају и уграђен активни систем заштите АРЕНА од вођених пројектила.
'Тенкови друге генерације су у служби до данас. То су:
- Савез Совјетских Социјалистичких Република - Т-72, Т-80 и Т-90
- Немачка - Леопард 2,
- Сједињене Америчке Државе - M1 Абрамс,
- Уједињено Краљевство - Чаленџер,
- Француска - Леклерк,
- Јапан - Тип 90.
- Израел - Меркава (једини главни борбени тенк са мотором напред)
- Србија - М-84

### 21. век
Развој тенкова је настављен, али је због распада Совјетског Савеза и Варшавског пакта, трка у наоружању прекинута. Постављају се нови стандарди за модерне тенкове, а разматра се и уградња топова већег калибра (140 mm у западним земљама, 152 mm или 135 mm у Русији). Савремена искуства примене нарочито су истакла проблем употребе тенкова у урбаном окружењу у којем је тенк лака мета, а има смањене могућности деловања због непрегледног бојишта. Зато се уграђују посебни додаци на оклоп и противминска заштита како би се повећала сигурност посаде и тенка. Унапређен је и комуникацијски и навигацијски систем како би се олакшало логистичко деловање и осигурала веза са заповедништвом. Топлотни и радарски одраз су постали кључан фактор у преживљавању, јер развојем навођених противтенковских пројектила, који циљ нападају одозго, тенкови су постали јако рањиви. У савременом ратовању, тенк је најснажније и најскупље средство копнене војске и једноставно је незаменљив.

### Војне тактике
Тенк је једно од најважнијих компоненти у блицкригу. Ова тактика укључује коришћење сва три рода војске (пешадију, ваздухопловство и оклопне јединице) како би се у што краћем времену победио непријатељ.

## Дизајн и конструкција

### Дизајн, делови, посада
Основни делови тенка су:
- тело тенка
- купола
- главни топ
- гусенице
- мотор

Посада тенка (4 или 3 члана)
- командир
- возач
- нишанџија
- послужитељ топа (у новим тенковима посао послужитеља топа обавља аутоматски пуњач топа)

### Оклоп
Конструкција оклопног тела је сложена и специфична јер мора задовољавати следеће захтеве:
- минимални габарити
- оптичка неуочљивост
- висока тврдоћа, чврстоћа и жилавост материјала оклопа
- добра херметичност
- технолошка прилагодљивост за серијску производњу
- сигурна заштита од уништења посаде и додатних уређаја од пушчане и митраљеске ватре са свих удаљености и из свих кутова у подручју од 45° као и од топа властитог калибра са удаљености 1500 до 2000 m.

Облик оклопног тела највише зависи од:
- врсте шасије моторног возила на које се ослања
- врсте наоружања на оклопном телу
- потребном броју чланова посаде

Типови оклопне заштите
Посебан проблем код пројектовања оклопа представља избор материјала који је уско повезан са масивношћу оклопа. Данашњи оклопи с обзиром на употребљаване материјале могу се поделити на четири типа:
1. Хомогени оклопи
До сада су најчешће коришћени искључиво метални хомогени оклопи од челика, алуминијума и титанијума који морају имати високу отпорност на пробој. Могу се добити ваљањем, ливењем или ковањем.
2. Двослојни оклопи
Двослојни оклопи састоје се од два међусобно спојена метална слоја различитих дебљина и карактеристика, где је први слој високе тврдоће и има високу отпорност на пробој, а други је високе жилавости и спречава стварање пукотина након удара пројектила.
3. Вишеслојни оклопи
Кумулативни пројектили представљали су велике проблеме за оклопна возила шездесетих година, а деловање је било погубно за посаду. Из потребе ефикасне заштите развијају се тзв. "сендвич" вишеслојни оклопи. Најпре се између две челичних плоча стављао полиуретан или неки други материјал на бази пластике. Предња плоча активира пројектил и бива пробијена, а у другом слоју највећи део енергије троши се на топљење пластике па унутрашња оклопна плоча остаје нетакнута или незнатно оштећена. Каснијим развојем оваквог оклопа покушава се уместо пластике са цементним песком, печеном опеком и керамичким плочицама.
4. Активни оклопи
Карактеристика оваквих оклопа је већи број експлозивних кутија које се постављају на спољним најосјетљивијим деловима оклопа. Експлозив у кутијама се активира приликом удара пројектила и снагом експлозије спречава формирање кумулативног млаза.

Оклопна заштита тенкова кроз историју:
| Раздобље       | Први светски рат                 | Други светски рат      | Хладни рат                                   | 1990. године до данас                              |
| Тенк           | Марк 1                           | Т-34                   | АМХ-30                                       | M1 Абрамс                                          |
| -------------- | -------------------------------- | ---------------------- | -------------------------------------------- | -------------------------------------------------- |
| Врста оклопа   | хомогени, заварене челичне плоче | хомогене челичне плоче | хомогени челик + експлозивно-реактивни оклоп | вишеслојни оклоп + плоче од осиромашеног уранијума |
| Дебљина оклопа | 6 – 12                           | 70                     | 133                                          | до 1000                                            |

Уз оклоп модерни тенкови имају и систем активне заштите који се састоји од ометача ласерских зрака вођених противоклопних ракета и откривања ласерских зрака. С овим системом се смањује вероватноћа поготка вођене ракете и добија ефикаснија заштита од највеће претње савременом тенку, противоклопних вођених ракета које тенк погађају одозго. Она у већини случајева уништи тенк или направи велика оштећења.
Оклоп се кроз историју тенка постављао под све мањим углом. Први тенкови имали су превише вертикално постављених плоча па је оклопна заштита била мања. Код модерног тенка предња страна тела је постављена под малим углом што повећава укупан пут пројектилу код пробијања оклопа. Тиме су се добиле дебљине оклопа веће од 1000 mm. Предња страна је и зашиљена што повећава вероватноћу да се код удара гранате у оклоп, она одбије (склизне) од трупа. У модерно време све се више пажње придодаје изгледу куполе. Тако је купола Леопарда 2 спреда зашиљена како би се повећала могућност да граната склизне низ оклоп.
Упркос томе што су тенкови на први поглед нерањиви, тенкови су подложни дејству противтенковске артиљерије, хеликоптера и авиона, непријатељских тенкова и противоклопним минама, пешадијског противтенковског наоружања у урбаним борбама и противоклопним вођеним ракетама.

### Наоружање
У Првом светском рату тенкови су прво били наоружани са по неколико митраљеза да би затим у наоружање били уведени и топови који су фиксно уграђивани у тело тенка.. Каснијим развојем као главно оружје тенкова појављује се топ који је најчешће био постављен у ротирајућу куполу. Током Другог светског рата неки модели су, поред топа мањег калибра у куполи имали и додатни топ већег калибра (нпр. француски Шар B1) који је био смештен у оклопно тело тенка.
Током Другог светског рата одређен број тенкова је био модификован у бацаче пламена (M4 Шерман), а највише су се користили на пацифичком бојишту против јапанских острвских утврђења.
Тенкови који су развијени пре и за време Другог светског рата нису могли деловати ноћу због непостојања термовизије. Дејствовали су из застанка или при ниским брзинама. Нишанило се ручно уз помоћ перископа. Топ је био стабилизован у само једној равни, а вероватноћа погађања била је врло мала. После Другог светског рата у тенкове се почињу уграђивати модернији системи за управљање ватром. Модерни СУВ омогућује тенку гађање из покрета непокретне и покретне мете уз велику вероватноћу погађања првом гранатом, војно деловање у свим временским условима и аутоматско праћење мете. Данашњи топови и куполе су стабилизовани у две равни и покретане су електромотором.
Данас се тенковско наоружање састоји од главног топа који је код модернијих тенкова калибра око 120 mm. Уз главно наоружање модерни тенкови имају један или више митраљеза, а неки имају и минобацач (нпр. израелска Меркава IV). Данас се уз класичне невођене тенковске гранате појављују и вођени пројектили који се уз одређене преправке система пуњења испаљују из главног топа.
Наоружање тенкова кроз историју
| Раздобље             | Први светски рат | Други светски рат | Хладни рат             | 1990. године до данас |
| Тенк                 | Марк 1           | Т-34              | AMX-30                 | M1 Абрамс             |
| -------------------- | ---------------- | ----------------- | ---------------------- | --------------------- |
| Калибар главног топа | 2x 57            | 76,2              | 105                    | 120                   |
| Секундарно оружје    | 4x 8 митраљези   | 2x 7.62           | 7.62 митраљез и 20 топ | 7.62 и 12.7 митраљези |

### Покретљивост
Тенк се од својег настанка кретао на гусеницама. Први тенкови имали су брзину мало већу од људског хода (не више од 15 km/h). Даљим развојем мотора та се брзина повећала. Данашњи модерни тенкови имају однос снаге и масе око 25 кс/т. Просечна брзина је око 65 km/h. Та брзина се показала сасвим довољна за квалитетно деловање тенка на терену. Због мање масе руски тенкови су покретљивији од западних.
Због употребе гусеница, а не точкова, тенкови се могу кретати по свим врстама терена, стварајући врло мали притисак на тло једнак људском. Релативна брзина тенка по терену је 40 km/h а по друму око 70 km/h. Ради поређења већина операција блицкрига је обављено брзином продора од 5 km/h што је брзина људског хода.
Покретљивост тенкова кроз историју:
| Раздобље          | Први светски рат | Други светски рат | Хладни рат      | 1990. године до данас |
| Тенк              | Марк 1           | Т-34              | AMX-30          | M1 Абрамс             |
| ----------------- | ---------------- | ----------------- | --------------- | --------------------- |
| Врста мотора      | бензински мотор  | дизел-мотор       | дизел-мотор     | гасна турбина         |
| Снага мотора      | 105 кс           | 500 кс (373 )     | 720 кс (529.5 ) | 1500 кс (1100 )       |
| Маса              | 28,4 тона        | 30,9 тона         | 37 тона         | 69,54 тона            |
| Однос снага/маса  | 3.7 кс/т         | 16.2 кс/т         | 18.91 кс/т      | 21.6 кс/т             |
| Максимална брзина | 6.5              | 55                | 65              | 67.60                 |
| Домет             |                  | 465               | 600             | 426                   |

### Погон
Први тенкови су као погон користили бензинске моторе који су имали велику потрошњу горива и мали домет (до 100 km). Највећи недостатак бензинских мотора је лака запаљивост. Такав мотор чини тенк додатно несигурним јер приликом удара гранате и поготка у мотор, тенк експлодира.
У Другом светском рату у тенкове се почињу уграђивати дизел-мотори који су поузданији и имају малу потрошњу па им се и домет повећао (до 700 km). Данас у већину модерних тенкова уграђен је дизел-мотор снаге од 800 до 1500 кс. Због лакше употребе тенка на ратишту развијени су и вишегориви дизел-мотори који осим дизел-горива могу користити и бензинско гориво с мало октана.
Касније се појавила вишегорива гасна турбина као погон, али није имала велик успех. Гасна турбина има дужи век трајања, али јој за рад треба 4 пута више ваздуха од класичних дизел-мотора.
Снага тенковских мотора у поређењу са другим возилима:
| Возило                                     | Излазна снага   | Однос снага/маса |
| ------------------------------------------ | --------------- | ---------------- |
| Ауто: Тојота Камари 2.4Л                   | 158 кс          | 106 кс/т         |
| Спортски ауто: Ламборгини Мурсијелаго 6.5Л | 640 кс          | 383 кс/т         |
| Главни борбени тенк: Леопард 2, М1 Абрамс  | 1500 кс (1100 ) | 24.2, 24.5 кс/т  |
| Локомотива: СНЦФ Класа Т 2000              | 2581 кс         | 11.5 кс/т        |

### Сензори
На куполи су постављени сензори за ветар који шаљу податке балистичком рачунару о смеру и брзини ветра како би оно прилагодило прорачуне око скретања гранате с почетне путање. Постављени су и сензори за откривање ласерских зрака и њихово ометање. У спремишту за муницију налазе се сензори за очитавање температуре ради спречавања прегревања и могуће експлозије.

### Топлотни, радарски, звучни и сеизмички одраз
Све више пажње на савременом тенку се придодаје неприметности на бојишту. Због тенковског топлотног, радарског, звучног и сеизмичког одраза тенк је лако приметан и лака мета противоклопних ракета и других непријатељских борбених возила. Стари тенкови су били бучни, ширили су сеизмичке вибрације и због тога их је било врло лако открити и уништити.
- Топлотни одраз оставља сваки тенк због рада свог мотора. То је велика мана тенка јер се лакше може лоцирати уз помоћ топлотних сензора. Неки тенкови имају уграђена вишеструко хлађења издувног система па се с тим смањује топлотни одраз.
- Радарски одраз тенка покушава се умањити употребом глатког оклопа и посебним премазима који упијају радарско зрачење.
- Звучни одраз тенка смањује се посебним пригушивачима издувног система и материјалима који упијају звучне вибрације мотора.
- Сеизмички одраз има сваки тенк због своје велике масе. Како би се смањио, на гусенице се постављају гумени улошци који смањују преношење вибрација са тенка на тло.

## Врсте тенкова
Од свог настанка 1915. и прве борбене употребе у бици на Соми (15. септембра 1916) тенкови су се развијали у два главна правца. Један је заговарао градњу релативно лаких тенкова са само једном куполом који су имали избалансиран однос ватрене моћи, оклопне заштите и покретљивости. Противници тог правца истицали су да такви „лаки“ тенкови немају ни довољно ватрене моћи да озбиљније угрозе непријатеља заштићеног утврђењима, ни довољни ниво оклопне заштите да осигурају преживљавање посадама. Због тога су заговарали развој тешких тенкова који би имали малу брзину кретања, али би тај недостатак надокнађивали високим нивоом оклопне заштите и огромном ватреном моћи. То би се, по њиховом мишљењу, требало остваривати уградњом већег броја топова и тешких митраљеза. Типични предлози предвиђали су постављање три до чак пет купола. Искуства из Првог светског рата показивала су да су за офанзивне операције знатно погоднији лаки и средњи тенкови због брзине и проходности, а да су тешки тенкови ефикаснији у дефанзивним задацима. Супарништво између те две струје одржаће се до краја тридесетих година двадесетог века.
- Брзи тенк - тенк који има брзину већу од 70 km/h и велику покретљивост. Развијен је у Уједињеном Краљевству и Француској.
- Лаки тенк - лаки тенк је развијен пре, током и после Другог светског рата. Карактерише га велика ватрена моћ, мала маса и добра покретљивост. Због своје мале масе може имати и добре амфибијске способности. Лаки тенк се почео користити у Другом светском рату као окретно возило за извиђање које је имало добру покретљивост и као директна подршка пешадији. Један од најпознатијих лаких тенкова је француски AMX-13. Произведен је на крају Другог светског рата, а још увек се користи у неким војскама. Лаке тенкове су после Другог светског рата заменила оклопна возила БМП (Борбено возило пешадије) који су осим извиђања могли превести и једну пешадијску јединицу од 10 војника.
- Средњи тенк - средњи тенкови су комбинација лаких и тешких тенкова. Имају добар однос покретљивости, оклопне заштите и ватрене моћи. Могу послужити у многим ратним задацима као подршка пешадији, артиљеријска подршка и као ловац тенкова. За време Другог светског рата направљен је највећи број ових тенкова, а најбројнији су били совјетски Т-34 којих је произведен у 57.000 и амерички M4 Шерман у 49.000 комада. Били су најбројнија породица тенкова. Учествовали су скоро у свим важнијим биткама у Другом светском рату. Из ових тенкова су се касније развили главни борбени тенкови.
- Тешки тенк - тешки тенкови су развијени како би испунили потребу за офанзивним тенком који би пробио непријатељску линију и преживио напад непријатељске артиљерије и тенкова. Но због своје велике масе више су коришћени у дефанзивним операцијама. Највећи проблем тешких тенкова била је отежана покретљивост и због своје велике масе тешко су се превозили на бојиште. Како су се све више у биткама користили тенкови, прављени су тежи тенкови са јачим оклопом и јачом ватрена моћи како би без већих проблема уништавали противничке. Први успешнији тешки тенкови били су немачки Тигар 1 и совјетски ЈС-2 .
- Супертешки тенк - супертешки тенк је развијен као непобедива ратна машина огромне ватрене моћи, јаког оклопа и великих димензија. Већина тих тенкова имала је преко 80 тона, а покушали су се развити и тежи од 1000 тона. Ови тенкови никад нису ушли у већу серијску производњу, а неки су остали само цртежи на папиру. Имали су тешке артиљеријске топове понекад калибра већег од 155 mm. Супертешки тенк је замишљен као непобедива ратна машина која би уништавала све пред собом. Као прави пример тог тенка су цртежи и планови за изградњу Ландкреузер П. 1000 Ратте који је требало да има масу од 1000 тона, дужину од 35 метара и око 20 чланова посаде.
- Главни борбени тенк је суверени тенк који је постао главно оружје у свим копненим војскама света. Развио се из средњег тенка, као потреба изградње савременог тенка који ће моћи обављати велики број различитих задатака (одбрана, напад, подршка пешадији, борба против других тенкова, итд.). Овај тенк обједињује оклопну заштиту, ватрену моћ и покретљивост. Својим топом уништава непријатељске тенкове, бункере, људство и остала оклопна возила.

## Земље конструктори тенкова
- Русија
- Украјина
- САД
- Србија
- Кина
- Индија
- Иран
- Јапан
- Пакистан
- Француска
- Немачка
- Италија
- Израел
- Јужна Кореја
- Бразил
- Аргентина
- Шведска
- Хрватска
- Пољска
- Уједињено Краљевство